# حصار تبليسي (627-628)
حصار تبليسي (627-628) كان حصارًا فرضته الإمبراطورية البيزنطية وخاقانية الترك الغربية في عامي 627-628 ضد الأمير ستيفن الأول من أيبيريا الحاكم الساساني التابع لإيبيريا الساسانية.
في عام 627 التقى هرقل بحلفائه بالقرب من تبليسي وبدأ عمليات مشتركة بين البيزنطيين وخاقانية الترك الغربية لمحاصرة تبليسي ، حيث استخدم البيزنطيون المنجنيق لخرق الجدران، وهو أحد الاستخدامات الأولى المعروفة من قبل البيزنطيين. وردًا على ذلك، أرسل الشاه الساساني خسرو الثاني 1000 فارس تحت قيادة الجنرال شاهرابلاكان لتعزيز المدينة. استمر الحصار دون تقدم كبير، وتخللته هجمات متكررة من جانب المحاصرين. بعد شهرين، تراجع الخزر إلى السهوب، ووعدوا بالعودة بحلول الخريف. ترك تونغ يابغو الشاب بوري شاد (قد يكون ابن لتونغ أو ابن أخيه) مسؤولاً عن الأربعين ألفًا المتبقية التي كانت ستساعد هرقل أثناء الحصار. وبعد فترة وجيزة، غادر هؤلاء أيضًا، تاركين البيزنطيين لمواصلة الحصار بمفردهم، مما أثار سخرية المحاصرين. في منتصف سبتمبر، بينما كان الحصار مستمرًا، سار هرقل جنوبًا لتأمين قاعدته في أعلى نهر دجلة. في 12 ديسمبر، هزم الساسانيين في معركة نينوى وسار إلى قطسيفون ، ولكن قبل الوصول إلى العاصمة، قُتل خسرو الثاني على يد ابنه كافاد ، وفي أبريل 628 عقد هدنة مع هرقل. كانت الهدنة مثيرة للانقسام، حيث واصل حلفاء هرقل الحرب في القوقاز . في أواخر عام 628، استولى الحلفاء على تبليسي، ونهبوها ونهبوها، وسُلخ ستيفن الأول حياً . وضع هرقل أدارناس على عرش أيبيريا .